# آبي ويلسون
آبي ويلسون (بالإنجليزية: Abe Wilson)‏ هو لاعب كرة قدم أمريكية أمريكي، ولد في 6 أكتوبر 1899، وتوفي في 1981.